# Хейлит
Хейлит (хейлоз) — заболевание, которое проявляется поражением губ в виде их побледнения, мацерации с поперечными трещинами и ярко-красной каймой на линии смыкания губ. Иногда заболевание переходит на кожу. Практически все люди, по крайней мере, один раз в жизни заболевали хейлитом. Часто встречается при недостатке витамина B2 и при передозировке Селеном.
Различают несколько форм данной патологии:
- Катаральный хейлит
- Гландулярный хейлит
- Эксфолиативный хейлит
- Экзематозный хейлит
- Актинический хейлит
- Кандидозный хейлит

## Катаральный
Катаральный хейлит — это довольно распространённое явление, его причинами могут стать травмы, неблагоприятные погодные условия и химические поражения. Проявляется заболевание в виде диффузного воспаления губ, отеканием, покраснением, шелушением, не только губ, но и кожи вокруг них.
Для эффективного лечения устраняют причину возникновения катарального хейлита, применяют кератопластики и витамины группы B для более быстрого заживления.

## Гландулярный
При гландулярном (от лат. glandula-железа) хейлите воспаляются слизистые железы губ. Возникнуть заболевание может на фоне травм, инфицирования (в том числе вирусами). Наличие вредных привычек также может способствовать развитию хейлита. Проявляется заболевание гиперплазией желез, выделением гноя, увеличением объёма губ. Серьёзность гландулярного хейлита в том, что после воспалительного процесса губы не восстанавливают свою прежнюю форму и в губных железах образуются изменения в виде кист.
Лечить такое заболевание необходимо только у врача-стоматолога, и никак не в домашних условиях. Для домашних процедур врач может назначить антисептические ванночки.

## Эксфолиативный
Эксфолиативный хейлит разделяется на сухой и экссудативный. Эксфолиативный хейлит чаще встречается у женщин. 

При сухом эксфолиативном хейлите на губе (чаще всего нижней) появляются чешуйки жёлтого цвета, а также выражена сухость губ. Помимо этого красная кайма губ поражается дискератозом. Течение заболевания длительное, без склонности к ремиссии или самоизлечению. Сухая форма эксфолиативного хейлита может трансформироваться в экссудативную.

Экссудативная форма эксфолиативного хейлита характеризуется выраженной болезненностью, отёком губы, наличием обильных корок, затрудняющих речь, приём пищи. При осмотре определяется гиперемия зоны Клейна, иногда отёк, наличие корок серовато-жёлтого цвета. Иногда корки свисают в виде фартука при значительной выраженности экссудативных явлений.

## Экзематозный
Различные аллергены могут вызывать ещё одну форму хейлита — это экзематозный хейлит. Обычно он появляется при аллергии на косметику, при недостатке в организме витаминов группы B или при хронических травмах губ.
При заболевании на губах не стихает покраснение, появляются лихеподобные элементы, инфильтрация, также на губах образуются корки, кожа в области губ шелушится, мокнет и жжет.
Лечение начинается с того, что полностью устраняется причина заболевания, потом губы обрабатывают антисептическими препаратами, назначают кортикостероидные мази и поливитамины.

## Актинический
Актинический хейлит — хроническое дегенеративное заболевание, поражающее преимущественно нижнюю губу. Развивается вследствие повышенной чувствительности красной каймы губ к ультрафиолетовому излучению. Выделяют две формы актинического хейлита:
- сухая форма: проявляется сухостью красной каймы губ, которая приобретает ярко-красный цвет и покрывается серебристо-белыми чешуйками;
- экссудативная форма: характеризуется отеком и покраснением губ, появлением пузырьков, которые вскрываются с образованием эрозий и корок.

Лечение актинического хейлита включает устранение воздействия ультрафиолетовых лучей, применение противовоспалительных и регенерирующих средств.

## Кандидозный
Ещё одна форма заболевания — это кандидозный хейлит, но его относят к стоматитам.